# Nagoya Challenger 1983
Il Nagoya Challenger 1983 è stato un torneo di tennis facente parte della categoria ATP Challenger Series nell'ambito dell'ATP Challenger Series 1983. Il torneo si è giocato a Nagoya in Giappone dal 25 aprile al 1º maggio 1983 su campi in cemento.

## Vincitori

### Singolare
Leo Palin ha battuto in finale  Joel Bailey con il punteggio di 6–4, 6–2

### Doppio
Joel Bailey /  Jeff Turpin hanno battuto in finale  Charles Buzz Strode /  Morris Skip Strode con il punteggio di 6–4, 3–6, 7–6